# ديفيد دل فالي
ديفيد دل فالي (بالإنجليزية: David Del Valle)‏ هو صحفي وممثل أمريكي، ولد في 24 سبتمبر 1949 في إل باسو في الولايات المتحدة.

## وصلات خارجية
- ديفيد دل فالي على موقع IMDb (الإنجليزية)
- ديفيد دل فالي على موقع قاعدة بيانات الفيلم (الإنجليزية)